# Bosna i Hercegovina na OI 2020.
Bosna i Hercegovina nastupala je na Olimpijskim igrama 2020. koje su se održale u Tokiju. Igre su prvotno trebale biti održane od 24. srpnja do 9. kolovoza 2020., no poslije su odgođene zbog pandemije COVID-19 na razdoblje od 23. srpnja do 8. kolovoza 2021. Na ovom izdanju Olimpijskih igara Bosnu i Hercegovinu predstavljlo je 7 sportaša.

## Natjecatelji
Slijedi popis broja natjecatelja na ovom izdanju Olimpijskih igara
| Sport       | Muškarci | Žene | Sveukupno |
| ----------- | -------- | ---- | --------- |
| Atletika    | 2        | 0    | 2         |
| Judo        | 0        | 1    | 1         |
| Plivanje    | 0        | 1    | 1         |
| Streljaštvo | 1        | 1    | 2         |
| Taekwondo   | 1        | 0    | 1         |
| Sveukupno   | 4        | 3    | 7         |

## Atletika

### Skakačke i bacačke discipline
| Sportaš     | Disciplina | Kvalifikacije | Kvalifikacije | Finale   | Finale  |
| Sportaš     | Disciplina | Rezultat      | Plasman       | Rezultat | Plasman |
| ----------- | ---------- | ------------- | ------------- | -------- | ------- |
| Mesud Pezer | kugla      | 21,33         | 3.            | 20,08    | 11.     |

### Utrke
| Sportaš   | Disciplina | Kvalifikacije | Kvalifikacije | Polufinale | Polufinale | Finale   | Finale  |
| Sportaš   | Disciplina | Rezultat      | Plasman       | Rezultat   | Plasman    | Rezultat | Plasman |
| --------- | ---------- | ------------- | ------------- | ---------- | ---------- | -------- | ------- |
| Amel Tuka | 800 m      | 1:45,48       | 2.            | 1:44,53    | 2.         | 1:45,98  | 6.      |

## Judo
| Sportašica   | Kategorija | 1. kolo            | Šesnaestina finala | Osmina finala      | Polufinale         | Repesaž            | Finale / BM        | Finale / BM |
| Sportašica   | Kategorija | Protivnik Rezultat | Protivnik Rezultat | Protivnik Rezultat | Protivnik Rezultat | Protivnik Rezultat | Protivnik Rezultat | Plasman     |
| ------------ | ---------- | ------------------ | ------------------ | ------------------ | ------------------ | ------------------ | ------------------ | ----------- |
| Larisa Cerić | +78 kg     | Marenco 10:0       | Kindzerska 0:10    | Nije prošla dalje  | Nije prošla dalje  | Nije prošla dalje  | Nije prošla dalje  | 9.          |

## Plivanje
Muškarci
| Sportaš        | Disciplina     | Kvalifikacije | Kvalifikacije | Polufinale        | Polufinale        | Finale            | Finale            |
| Sportaš        | Disciplina     | Vrijeme       | Plasman       | Vrijeme           | Plasman           | Vrijeme           | Plasman           |
| -------------- | -------------- | ------------- | ------------- | ----------------- | ----------------- | ----------------- | ----------------- |
| Emir Muratović | 50 m slobodno  | 22,91         | 42.           | Nije prošao dalje | Nije prošao dalje | Nije prošao dalje | Nije prošao dalje |
| Emir Muratović | 100 m slobodno | 50,43         | 19.           | Nije prošao dalje | Nije prošao dalje | Nije prošao dalje | Nije prošao dalje |

Žene
| Sportašica | Disciplina   | Kvalifikacije | Kvalifikacije | Polufinale        | Polufinale        | Finale            | Finale            |
| Sportašica | Disciplina   | Vrijeme       | Plasman       | Vrijeme           | Plasman           | Vrijeme           | Plasman           |
| ---------- | ------------ | ------------- | ------------- | ----------------- | ----------------- | ----------------- | ----------------- |
| Lana Pudar | 100 m leptir | 58:32         | 19.           | Nije prošla dalje | Nije prošla dalje | Nije prošla dalje | Nije prošla dalje |

## Streljaštvo
| Sportašica        | Disciplina        | Kvalifikacije | Kvalifikacije | Finale            | Finale            |
| Sportašica        | Disciplina        | Bodovi        | Plasman       | Bodovi            | Plasman           |
| ----------------- | ----------------- | ------------- | ------------- | ----------------- | ----------------- |
| Tatjana Đekanović | zračna puška 10 m | 613,2         | 47.           | Nije prošla dalje | Nije prošla dalje |

## Taekwondo
Muškarci
| Sportaš      | Kategorija | Šesnaestina finala | Osmina finala      | Polufinale         | Repesaž            | Finale / BM        | Finale / BM |
| Sportaš      | Kategorija | Protivnik Rezultat | Protivnik Rezultat | Protivnik Rezultat | Protivnik Rezultat | Protivnik Rezultat | Plasman     |
| ------------ | ---------- | ------------------ | ------------------ | ------------------ | ------------------ | ------------------ | ----------- |
| Nedžad Husić | −68 kg     | Suzuki 22:2        | Wael 8:7           | Rashitov 5:28      | Direktan prolazak  | Reçber 13:22       | 5.          |